# Rochoso
Rochoso é uma povoação portuguesa do Município da Guarda que foi sede da extinta Freguesia de Rochoso, freguesia que tinha 19,21 km² de área e 264 habitantes (2011), e, por isso, uma densidade populacional de 13,7 hab/km².
A Freguesia de Rochoso foi extinta (agregada) pela reorganização administrativa de 2012/2013, sendo o seu território integrado na União de Freguesias de Rochoso e Monte Margarida da qual é a sede.
À Freguesia de Rochoso pertenciam os lugares de: 
- Espinhal
- Pombal
- Pousadinhas
- Rochoso

## População
| População da freguesia de Rochoso | População da freguesia de Rochoso | População da freguesia de Rochoso | População da freguesia de Rochoso | População da freguesia de Rochoso | População da freguesia de Rochoso | População da freguesia de Rochoso | População da freguesia de Rochoso | População da freguesia de Rochoso | População da freguesia de Rochoso | População da freguesia de Rochoso | População da freguesia de Rochoso | População da freguesia de Rochoso | População da freguesia de Rochoso | População da freguesia de Rochoso |
| --------------------------------- | --------------------------------- | --------------------------------- | --------------------------------- | --------------------------------- | --------------------------------- | --------------------------------- | --------------------------------- | --------------------------------- | --------------------------------- | --------------------------------- | --------------------------------- | --------------------------------- | --------------------------------- | --------------------------------- |
| 1864                              | 1878                              | 1890                              | 1900                              | 1911                              | 1920                              | 1930                              | 1940                              | 1950                              | 1960                              | 1970                              | 1981                              | 1991                              | 2001                              | 2011                              |
| 726                               | 813                               | 848                               | 894                               | 967                               | 934                               | 880                               | 1 027                             | 1 158                             | 1 191                             | 719                               | 560                               | 466                               | 343                               | 264                               |

Por idades em 2001 e 2011			

| 0-14 anos | 15-24 anos | 25-64 anos | 65 e + anos |
| 61 \| 20  | 31 \| 19   | 109 \| 87  | 142 \| 138  |
| -67%      | -39%       | -20%       | -3%         |

## Património
- Igreja Matriz de Rochoso com um portal em barroco joanino
- Capela de São Sebastião
- Capela de Santo Antão
- Capela de São José
- Capela de Santa Eufémia
- Alminhas
- Calvário